# 三口智也

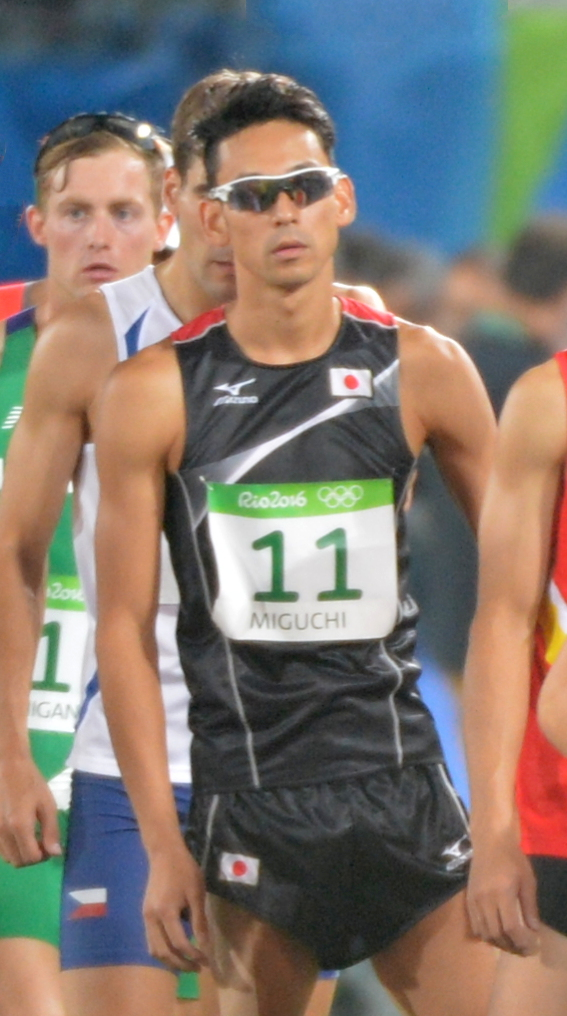
2016年

三口智也（1986年4月26日—）是一名日本现代五项运动员，身高1.8米，体重67千克。曾参加2010年广州亚运会现代五项比赛，并获得男子个人第八名和男子团体铜牌。